# Andrei Gerea
Andrei Dominic Gerea (ur. 8 września 1968 w Bukareszcie) – rumuński polityk i ekonomista, parlamentarzysta, w latach 2013–2014 minister gospodarki, w latach 2014–2015 minister ds. energii, małej i średniej przedsiębiorczości oraz biznesu.

## Życiorys
W 1997 ukończył studia na wydziale cybernetyki, statystyki i informatyki ekonomicznej Akademii Studiów Ekonomicznych w Bukareszcie, kształcił się też na kursach z zarządzania. Pracował początkowo jako elektronik, analityk rynku i dyrektor handlowy. Później zatrudniony w bankach jako menedżer ds. relacji z klientem i dyrektor oddziału.
Od 1990 należał do Partii Narodowo-Liberalnej, zajmował kierownicze stanowiska w jej lokalnych strukturach. Od 1996 do 2004 zasiadał w radzie stołecznego Sektora 1. W 2004, 2008, 2012 i 2016 wybierano go do Izby Deputowanych, w 2013 krótko kierował frakcją PNL. Od października 2013 do lutego 2014 był ministrem gospodarki w drugim rządzie Victora Ponty; złożył rezygnację tuż przed wyjściem PNL z koalicji. Kilka miesięcy później przeszedł do Partii Liberalno-Reformatorskiej, w 2015 włączonej do Sojuszu Liberałów i Demokratów (którego został wiceprezesem). Od grudnia 2014 do listopada 2015 był ministrem ds. energii, małej i średniej przedsiębiorczości oraz biznesu w czwartym gabinecie Victora Ponty.

## Życie prywatne
Żonaty, ma dwoje dzieci.